# Augusto Kobbe Calves
Augusto Kobbe Calves (n. entre 1824 i 1844) fou un polític espanyol, diputat a les Corts Espanyoles durant la restauració borbònica.
Era fill de Felicitas Calves Rey i de l'alemany August Kobbe Lappenberg (m. 1869), qui s'havia instal·lat a Cuba, on fou cònsol d'Hamburg i va fer negocis a la zona de Matanzas. A la mort del seu pare es va instal·lar a Madrid. En 1889 va substituir en el seu escó Carlos Groizard Coronado, diputat del Partit Liberal escollit pel districte de Roquetes a les eleccions generals espanyoles de 1886